# Ико — отважный жеребёнок
«Ико — отважный жеребёнок» (исп. Ico, el caballito valiente) — аргентинский полнометражный мультфильм, снятый в 1983 году.

## Сюжет
Мультфильм про маленького жеребёнка по имени Ико, живущего на лугу с мамой. Однажды Ико, удирая с другом кабанчиком Хабо от собак, прибегает к королевскому замку и мечтает стать королевским конём. Пытаясь добиться этого, Ико знакомится с младшим конюхом — Долговязым, и тот тайком приводит его в замок в королевскую конюшню. Там все кони напоминают, что всё на королевской конюшне зависит от злого Чёрного Герцога. Когда всходила луна, раздавался страшный бой колокола и одновременно с конюшни таинственным образом исчезали кони. Наутро Ико знакомится с Красавицей — дочерью Арнольдо, главного коня короля. И тут же он убеждает Чёрного Герцога, что согласен на то, чтобы стать королевским конём. Чёрный Герцог вместе с помощниками заставляют Ико снести тяжёлые испытания. К вечеру Красавица и Долговязый приносят Ико еды и вдруг снова слышат бой колокола. Долговязый бежит в конюшню, а там остались только Коротконогий, Хромоногий и дедушка Матео. Долговязый бежит к королю, хоть Матео его останавливает, но попадает при короле в руки Чёрного Герцога и оказывается в темнице. Ико узнаёт от дедушки Матео историю о злом короле и его разрушенном замке, и откуда берётся бой колокола, однако не верит в то, что звонит призрак того злого короля. Ико бежит на ту гору, чтоб раскрыть тайну вместе с Красавицей, у которой исчез отец в это время. И вдруг они видят, как там Чёрный Герцог заставляет всех исчезнувших коней до изнеможения тянуть камень и разбивать золотой колокол, чтоб забрать всё золото себе. Доги герцога и его помощники хватают Ико, а Красавица бежит и зовёт на помощь маму Ико и его друзей с луга. Завязывается бой. В результате Чёрный герцог, пытаясь раздавить Ико камнем, сам попадает в свою ловушку и погибает. Долговязого выпускают из темницы и назначают главным конюхом и Чёрным герцогом. Ико тоже хотят сделать королевским конём, но он в последний момент вспоминает свободу и друзей на лугу и возвращается к ним. Красавица тоже бежит из замка и следует за ним. Звучит заключительная песня.

## Съёмочная группа
Оригинальная озвучка
- Pedro Domingo Suero
- Сюзанна Клейн (Susana Klein)
- Enrique Conlazo
- Мария Марки (Maria Marchi)
- Пелуса Суэро (Pelusa Suero)

Анимация
- Nestor Cordova
- Carlos A. Perez Aguero
- Natalio Zirulnik
- Jorge de los Rios
- Juan A. Grisdia

Звук
- Francisco Busso

Декорации
- Hugo Csecs

## Персонажи
- Ico
- Larguirucho
- Preciosa
- Duque Negro
- Abuelito Mateo
- El Rey Egoísta
- Compactapiedras
- Perejil
- Madre de Ico
- Jaba
- Los caballos